# Байдуковка
Байдуковка (истор. Гильге) — река на территории России, протекает по Правдинскому и Гвардейскому районам Калининградской области.

## География и гидрология
Река берет своё начало на водоразделе рек Байдуковки, Прохладной и Гвардейской, на болотах Целау, ранее охранявшихся в составе заповедника Целаубрух.
Река Байдуковка является левобережным притоком реки Преголи, её устье расположено у села Лозового, в 43 километрах от устья реки Преголи, длина реки Байдуковки 25 км, площадь водосборного бассейна — 50,5 км².

## Данные водного реестра
По данным государственного водного реестра России относится к Балтийскому бассейновому округу, водохозяйственный участок реки — Переголя. Относится к речному бассейну реки Неман и рекам бассейна Балтийского моря (российская часть в Калининградской области).
Код объекта в государственном водном реестре — 01010000212104300010480.